# قشلاق حضرة قلي عبد الله (مقاطعة بيله سوار)
قشلاق حضرت قلي عبد الله (مقاطعة بیله سوار) (بالفارسية: قشلاق حضرتقلی عبداله) هي منطقة سكنية تقع في إيران في أردبيل. يقدر عدد سكانها بـ 34 نسمة .